# Anita Velastegui

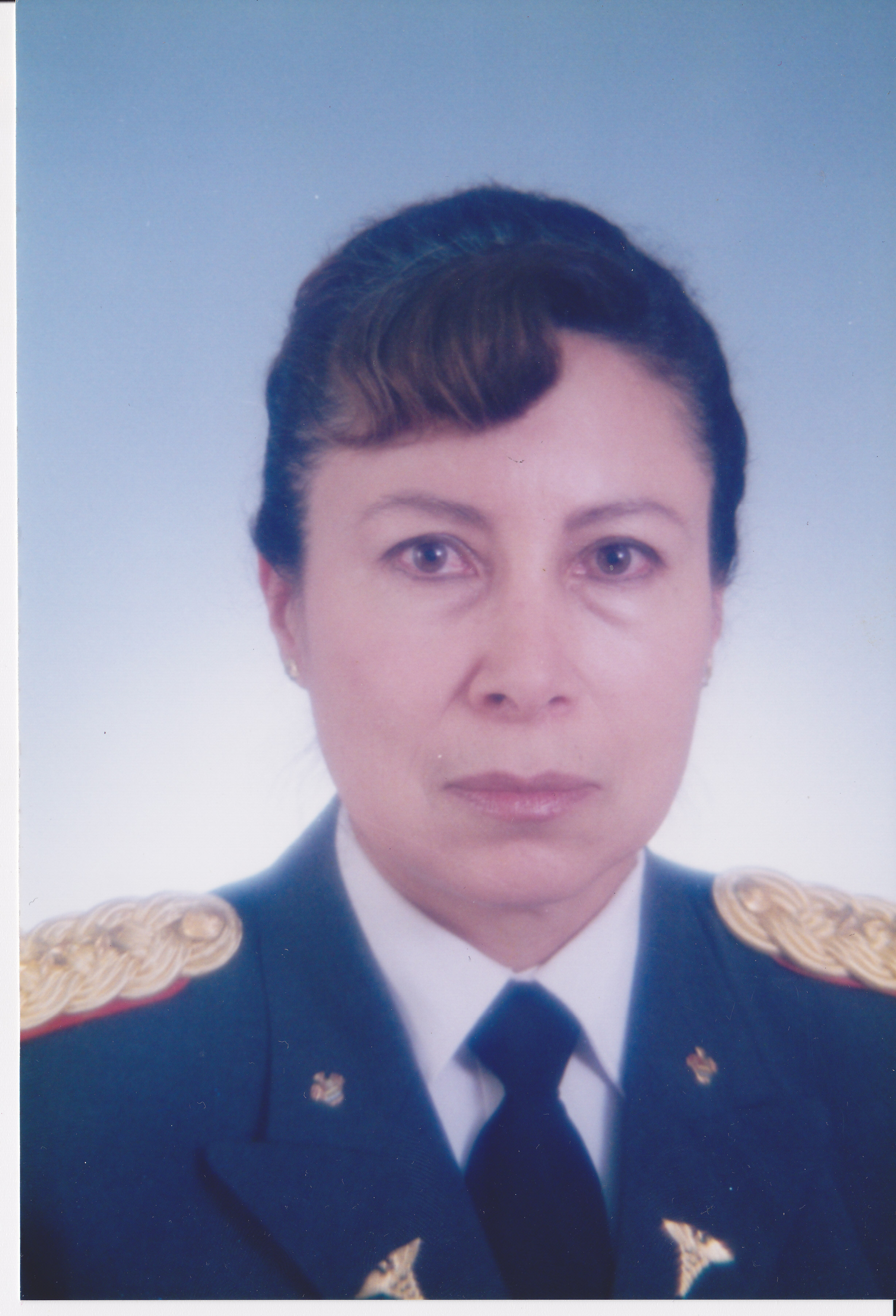
Anita Priscela Velastegui Ramos

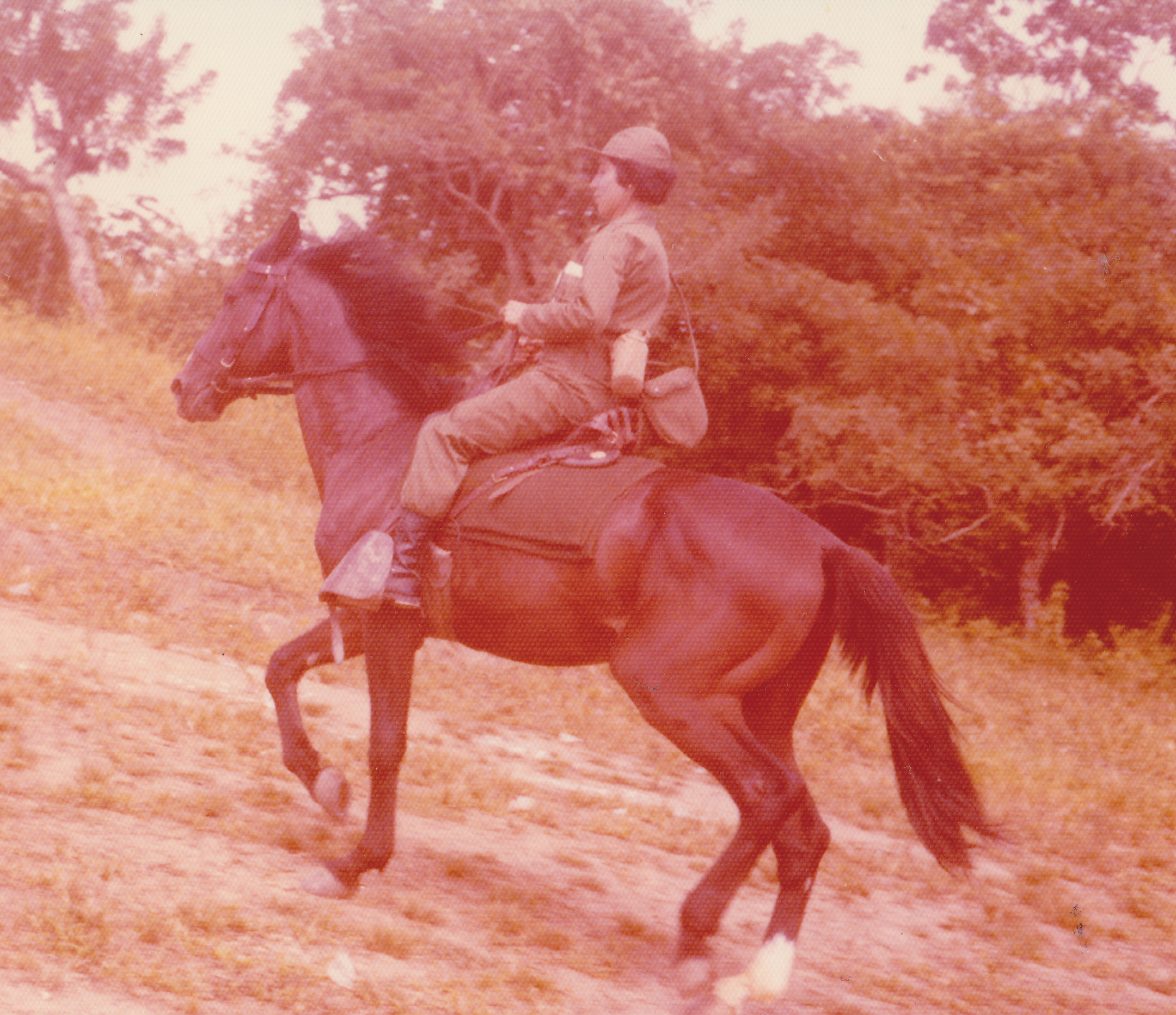
Velasteguis erste Jahre als Offizierin

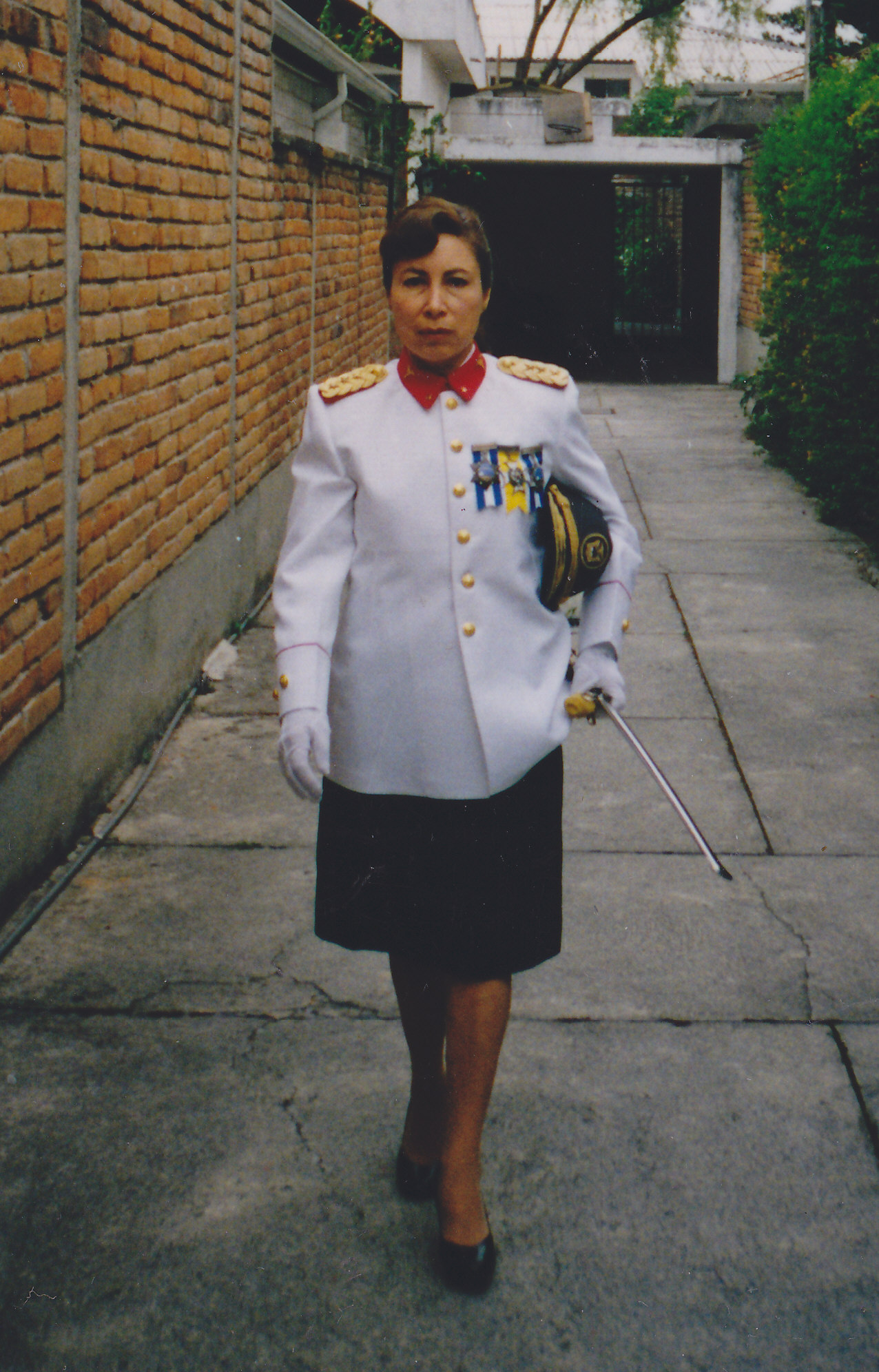
Velasteguis in formeller Militäruniform

Anita Priscela Velastegui Ramos (* 6. Juli 1942 in Ambato, Ecuador) war eine der drei ersten Frauen der Streitkräfte Ecuadors, welche den Rang eines Obersten erreichten. Sie diente als Sanitätsoffizier. 

## Junge Jahre
Anita Velastegui ist Tochter eines Landwirts und wuchs zusammen mit ihren vier Geschwistern in der Agrarstadt Ambato (gern als Stadt der Blumen und Früchte bezeichnet) auf. Dort ging sie auf die Cevallos-Schule. Im Alter von zwölf Jahren wechselte sie auf das "Colegio Nacional Ambato", ein Mädchengymnasium, an dem sie mit 18 Jahren die allgemeine Hochschulreife erwarb. Nach dem Abitur zog Velastegui in die Hauptstadt Quito und begann ein Studium der Zahnmedizin an der Landesuniversität Universidad Central del Ecuador, das sie 1966 abschloss.
Sie verfolgte dabei nicht einen eigenen Traum, sondern den ihres Vaters Estuardo. Sein Bruder Hector war Zahnarzt und besaß eine Praxis in Quito. Der Erfolg und das Ansehen, das er durch seinen Beruf genoss, stellten für Estuardo das entscheidende Vorbild dar, dem seine älteste Tochter nacheifern sollte. Diese wollte eigentlich Lehrerin werden. Mit sechs Jahren traute sie sich, ihrem Vater diesen Gedanken mitzuteilen, den der Vater aber ablehnte.

## Militärische Laufbahn
1974 begann sie ihren Dienst im Sanitätsdienst der Streitkräfte. Insgesamt wurden damals 13 weibliche studierte Offiziere eingestellt, die Positionen in verschiedenen Bereichen besetzten. Da es noch keine spezielle Ausbildung für Frauen gab, galten für sie gleich harte Maßstäbe wie für Männer.
Sie diente an vielen Orten des Landes, so in der Großstadt Cuenca, in der südwestlichen Provinz El Oro, in Cayambe und dann lange in der Hauptstadt Quito im Militärkrankenhaus, wo sie ihren zahnärztlichen Beruf ausübte. Nach rund 20 Jahren und der konsequenten Erfüllung strenger Voraussetzungen wurden drei Offiziererinnen (inkl. Velastegui) zum ersten Mal in der Geschichte Ecuadors zum militärischen Rang "Oberst" befördert. Unter den dreien Offiziererinnen besaß Velastegui die besten Karrierebewertungen der militärischen Laufbahn. Unmittelbar nach ihrer Beförderung war sie mit neuen Aufgaben betraut und besetzte die Position der Leiterin der Gesundheitsabteilung der Streitkräfte Ecuadors bis man sie nach 25 Jahren Militärdienst in den Ruhestand verabschiedete.

## Heutzutage
Seit ihrer Pensionierung hat Velastegui das Malen als Hobby entdeckt. Sie besucht seit über 10 Jahren regelmäßig Malkurse im Kulturhaus in Quito (Casa de la Cultura del Ecuador). Ihre bisher mehr als 50 Werke in verschiedenen Stilen und Techniken macht sie regelmäßig der Öffentlichkeit durch Ausstellungen zugänglich.
Sie wohnt im Zentrum der Hauptstadt, ist seit 30 Jahren mit Numa Pompilio Garces Altamirano verheiratet und hat drei erwachsene Söhne: David, Pablo und Miguel.